# Cornelia Wulkopf
Cornelia Wulkopf (* 1952 in Braunschweig) ist eine deutsche Opernsängerin (Alt/Mezzosopran).

## Leben
Wulkopf absolvierte nach dem Schulabschluss eine Ausbildung zur Kinderkrankenschwester. Von 1971 bis 1977 studierte sie an der Nordwestdeutschen Musikakademie in Detmold bei den Professoren Helmut Kretschmar, Günther Weißenborn und Rainer Weber Gesang. 1976 gewann sie erste Preise beim Wettbewerb der Staatlichen Musikhochschulen und beim Bundesgesangswettbewerb des VDMK in Berlin (Oper und Konzert).
Im Jahr 1977 hatte sie ihr Bühnendebüt bei den Bayreuther Festspielen als „Floßhilde“ und „Schwertleite“ im Jahrhundertring von Boulez / Chéreau, einer Neuinszenierung von Richard Wagners Der Ring des Nibelungen.
1978 folgte ein Engagement an die Bayerische Staatsoper in München und ihr erster Auftritt als „Erda“ im Ring. Danach sang sie die „Schwertleite“ und „Waltraute“ (Ring), „Magdalena“ (Meistersinger), „Brangäne“ (Tristan), „Orpheus“ (Orpheus und Euridice), „Ulrica“ (Maskenball), „Azucena“ (Troubadour), „Hexe“ (Hänsel und Gretel), „Anina“ (Rosenkavalier), „Bostana“ (Barbier von Bagdad) und viele andere Rollen ihres Fachs. 1988 wurde sie zur Bayerischen Kammersängerin ernannt.
Schon ab 1980 gastierte sie an den großen Bühnen in Deutschland, Staatsoper Hamburg (Erda, Norne, Hexe), Staatstheater Hannover (Erda, Amme in Die Frau ohne Schatten), Karlsruhe (Erda, Gaea in Daphne, Herodias in Salome), Düsseldorf, Köln, Staatsoper, Deutsche Oper und Komische Oper Berlin, es folgten Gastspiele an der Wiener Staatsoper, der Mailänder Scala (Erda und 2. Norn unter Riccardo Muti), Zürich, Basel, Barcelona, Lyon, Graz, Calgari und Buenos Aires.
Sie wirkte bei den Festspielen in Bayreuth, Salzburg, Bregenz, Bergen, Montpellier, Ravello und anderen mit.
In den letzten Jahren erweiterte Wulkopf ihr Repertoire um folgende Partien: „Baronin Grünwiesel“ (Henze, Der junge Lord), „Gertrud“ (Marschner, Hans Heiling), „Filipjewna“ (Tschaikowski, Eugen Onegin), „Alte Baronin“ (Barber, Vanessa), „Aunti“ (Britten, Peter Grimes).
Eine ausgedehnte Konzerttätigkeit unter den Dirigenten Karl Richter, Wolfgang Sawallisch, Seiji Ozawa, Václav Neumann, Eugen Jochum, Leif Segerstam, Marek Janowski, Carlos Kleiber, Sergiu Celibidache, Marc Albrecht, Christian Thielemann und anderen führte sie in das In- und Ausland. Sie gab Liederabende mit Wolfgang Sawallisch, Helmut Deutsch, Rainer Weber, Klaus Schilde, beteiligte sich an Rundfunk- und Fernsehaufnahmen und brachte diverse Schallplatten- und CD-Aufnahmen heraus.

## Diskografie (Auswahl)
- Max Reger, An die Hoffnung, Da Camera
- F. und R. Strauss, Kammermusik für Horn, Alt und Klavier, DuG
- Sakrale Waldhornmusik, Ars Produktion
- Brahms, Dvořák, Lieder, Ars Produktion
- G. Verdi, Requiem, ambitus
- Mozart, Apollo et Hyacinthus, DGG
- W. Egk, Peer Gynt, Orfeo
- Rossini, Mosè, Orfeo
- Schubert, Lazarus, Orfeo
- Lortzing, Zar und Zimmermann, HMV-Electrola
- Puccini, La fanciulla del West, RCA
- J. S. Bach, h-Moll-Messe, Electrola
- Video, Mozart, Die Zauberflöte, Philipps
- DVD, Marschner, Hans Heiling
- Hännsler, Günter Wand Edition, Beethoven, Messe in C-Dur und Mozart, Litaniae de Venerabili K 243
- House of Opera, P. Cornelius, Der Barbier von Bagdad, Bayerische Staatsoper 1987